# Jaan Lõo
Jaan Lõo (* 25. Januarjul. / 6. Februar 1872greg. Gemeinde Holstre, Kirchspiel Paistu; † 18. Februar 1939 in Tallinn) war ein estnischer Dichter und Richter.

## Leben und Werk
Jaan Lõo absolvierte das Gymnasium in Pärnu und studierte von 1892 bis 1898 an der Universität Tartu Rechtswissenschaft. Danach arbeitete er bis 1919 als Rechtsanwalt in Võru. Als Mitglied der verfassungsgebenden Versammlung wurde er 1919 zum Mitglied des Staatsgerichtshofs berufen, wo er später bis zu seinem Tode Vorsitzender der Abteilung für Zivilrecht war.
Jaan Lõo hat nur einen einzigen Gedichtband mit 46 Gedichten veröffentlicht, was aber ausreichte, ihn zu einem „zweifellos kanonisierten Dichter“ innerhalb der estnischen Literaturgeschichte zu machen, der in fast allen Literaturgeschichten erwähnt wird. Ursache hierfür ist seine klassische Form, das Vermeiden von Schablonen und seine Position als eine der „eigenständigen Varianten“ des „estnischen Symbolismus vom Anfang des [20.] Jahrhunderts.“

## Bibliografie
- Nägemised ('Gesichte'). Tartu: s.n. 1916. 79 S.